# Marco Friedl
Marco Friedl (sinh ngày 16 tháng 3 năm 1998) là một cầu thủ bóng đá người Áo, chơi ở vị trí hậu vệ trái hoặc trung vệ cho Werder Bremen.

## Sự nghiệp câu lạc bộ

### Sự nghiệp đội trẻ
Friedl bắt đầu sự nghiệp tuổi trẻ của mình tại câu lạc bộ quê hương SV Kirchbichl vào năm 2002, trước khi chuyển đến câu lạc bộ người Áo FC Kufstein vào năm 2007. Năm 2008, anh chuyển đến học viện trẻ của câu lạc bộ Đức Bayern Munich.
Vào năm 2017, Friedl đã vô địch 2016-17 A-Junioren Bundesliga Süd / Südwest với đội bóng dưới 19 tuổi của Bayern, ghi được năm bàn thắng trong mùa giải. Đội tiếp tục tiến vào trận chung kết của vòng vô địch A-Junioren Bundesliga, trước khi thua Borussia Dortmund 8-7 trên chấm phạt đền.

### Bayern Munich
Friedl bắt đầu sự nghiệp chuyên nghiệp của mình với Bayern Munich II trong mùa giải 20151616, xuất hiện lần đầu tại Bayernallallall vào ngày 22 tháng 11 năm 2015 trong trận thua derby 0-2 vs 1860 Munich II.
Vào ngày 14 tháng 3 năm 2017, Friedl đã ký hợp đồng chuyên nghiệp đầu tiên với Bayern, kéo dài từ ngày 1 tháng 7 năm 2017 đến ngày 30 tháng 6 năm 2021.
Friedl đã ghi bàn thắng đầu tiên cho Bayern Munich II tại Regionalliga Bayern vào ngày 27 tháng 10 năm 2017, mở tỷ số trong trận hòa trên sân nhà 1-1 với FV Illertissen.
Friedl bắt đầu sự nghiệp đội một với Bayern Munich ở mùa giải 20171818, ra mắt chuyên nghiệp khi trở thành người khởi đầu tại UEFA Champions League vào ngày 22 tháng 11 năm 2017 trong chiến thắng 2 trận1 trước Anderlarou. Ba ngày sau, Friedl ra mắt giải đấu đầu tiên cho đội một khi anh vào sân thay thế ở giữa hiệp cho James Rodríguez trong trận đấu trên sân khách Bundesliga với Borussia Mönchengladbach, kết thúc với tỷ số 1 trận thua cho Bayern.

### Werder Bremen (cho mượn)
Vào ngày 25 tháng 1 năm 2018, Friedl đã ký hợp đồng với Werder Bremen trong hợp đồng cho mượn 18 tháng từ Bayern Munich mà không có tùy chọn mua, kéo dài đến ngày 30 tháng 6 năm 2019.

## Thống kê sự nghiệp

### Câu lạc bộ
Tính đến 23 tháng 5 năm 2021
| Câu lạc bộ              | Mùa giải            | Giải đấu            | Giải đấu | Giải đấu | Cúp quốc gia | Cúp quốc gia | Châu Âu | Châu Âu | Khác | Khác | Tổng cộng | Tổng cộng |
| Câu lạc bộ              | Mùa giải            | Hạng                | Trận     | Bàn      | Trận         | Bàn          | Trận    | Bàn     | Trận | Bàn  | Trận      | Bàn       |
| ----------------------- | ------------------- | ------------------- | -------- | -------- | ------------ | ------------ | ------- | ------- | ---- | ---- | --------- | --------- |
| Bayern Munich II        | 2015–16             | Regionalliga Bayern | 4        | 0        | —            | —            | —       | —       | —    | —    | 4         | 0         |
| Bayern Munich II        | 2017–18             | Regionalliga Bayern | 10       | 1        | —            | —            | —       | —       | —    | —    | 10        | 1         |
| Bayern Munich II        | Tổng cộng           | Tổng cộng           | 14       | 1        | —            | —            | —       | —       | —    | —    | 14        | 1         |
| Bayern Munich           | 2017–18             | Bundesliga          | 1        | 0        | 0            | 0            | 1       | 0       | 0    | 0    | 2         | 0         |
| Werder Bremen (mượn)    | 2017–18             | Bundesliga          | 9        | 0        | 0            | 0            | —       | —       | —    | —    | 9         | 0         |
| Werder Bremen (mượn)    | 2018–19             | Bundesliga          | 7        | 0        | 2            | 0            | —       | —       | —    | —    | 9         | 0         |
| Werder Bremen (mượn)    | Tổng cộng           | Tổng cộng           | 16       | 0        | 2            | 0            | 0       | 0       | 0    | 0    | 18        | 0         |
| Werder Bremen II (mượn) | 2017–18             | 3. Liga             | 1        | 0        | —            | —            | —       | —       | —    | —    | 1         | 0         |
| Werder Bremen           | 2019–20             | Bundesliga          | 27       | 1        | 3            | 1            | —       | —       | 2    | 0    | 32        | 2         |
| Werder Bremen           | 2020–21             | Bundesliga          | 32       | 0        | 2            | 0            | —       | —       | –    | –    | 34        | 0         |
| Werder Bremen           | Tổng cộng           | Tổng cộng           | 59       | 1        | 5            | 1            | 0       | 0       | 2    | 0    | 66        | 2         |
| Tổng cộng sự nghiệp     | Tổng cộng sự nghiệp | Tổng cộng sự nghiệp | 91       | 2        | 7            | 1            | 1       | 0       | 2    | 0    | 101       | 3         |